# Pyrausta tortualis
Pyrausta tortualis là một loài bướm đêm trong họ Crambidae.